# Harry Potter y las reliquias de la Muerte: parte 2 (videojuego)
Harry Potter y las Reliquias de la Muerte: parte 2 (título original en inglés: Harry Potter and the Deathly Hallows - Part 2) es la segunda parte de dos videojuegos correspondientes a la saga Harry Potter. Se trata de un videojuego de géneros acción-aventura y disparos en tercera persona desarrollado por EA Bright Light y distribuido por Electronic Arts. Fue lanzado el 12 de julio de 2011 en Norteamérica y el 15 de julio de 2011 en Europa. Ello, para que el lanzamiento coincida con el estreno de la película, Harry Potter y las Reliquias de la Muerte: parte 2. El juego está basado en el séptimo libro de la saga y en la segunda parte de la séptima película. De ello se desprende la historia del videojuego, donde los personajes principales, Harry Potter, Ron Weasley y Hermione Granger, deben dedicarse a destruir los últimos horrocruxes de lord Voldemort, el antagonista de la novela. Gran parte del juego se desarrolla en Hogwarts, donde ocurre la batalla final.
Harry Potter y las Reliquias de la Muerte: parte 2 fue lanzado para distintas plataformas, entre los que se encuentran PC, Nintendo DS, PlayStation 3, Xbox 360 y Wii. Además de ello, fue lanzado en distintos formatos, tales como DVD, Blu-ray, Wii Optical Disc y Nintendo DS Game Card.

## Argumento
Harry, Ron y Hermione deben continuar con la misión de buscar y destruir Horrocruxes. Luego de destruirlos todos, Harry deberá enfrentarse a lord Voldemort por última vez para derrotarlo finalmente.
- Harry Potter
- Ron Weasley
- Hermione Granger
- Neville Longbottom
- Ginny Weasley
- Seamus Finnigan
- Minerva McGonagall
- Molly Weasley

Al respecto, Harvey Elliott, gerente de EA Bright Light, declaró que:

«Hemos estado estrechamente vinculados  con la sensación de las películas de Harry Potter desde su inicio, y esperamos jugar un papel clave en el evento de entretenimiento de la década. Hemos trabajado muy duro para ofrecer a los fans la experiencia que siempre han querido. La oportunidad de jugar no sólo como Harry, sino como otros personajes clave de la ficción también. Este juego ofrece a los aficionados la más auténtica y atractiva experiencia de juego de Harry Potter posible, y los sitúa que en la primera fila de la batalla final de Hogwarts».
 Harvey Elliott

## Recepción

### Críticas
Harry Potter y las Reliquias de la Muerte: parte 2 recibió comentarios mixtos por parte de los críticos.

### Calificaciones
| Plataforma    | Calificación total obtenida en Metacritic | Ref.  |
| ------------- | ----------------------------------------- | ----- |
| Xbox 360      | 50 de 100                                 | [ 3 ] |
| PC            | 49 de 100                                 | [ 4 ] |
| PlayStation 3 | 45 de 100                                 | [ 5 ] |